# Pseudocordylus
Genre
Pseudocordylus est un genre de sauriens de la famille des Cordylidae.

## Répartition
Les espèces de ce genre se rencontrent en Afrique australe.

## Liste des espèces
Selon The Reptile Database (29 juin 2012) :
- Pseudocordylus langi Loveridge, 1944
- Pseudocordylus melanotus (Smith, 1838)
- Pseudocordylus microlepidotus (Cuvier, 1829)
- Pseudocordylus spinosus Fitzsimons, 1947
- Pseudocordylus subviridis (Smith, 1838)
- Pseudocordylus transvaalensis Fitzsimons, 1943

## Publication originale
- Smith, 1838 : Contributions to South African zoology. Art. VI. Annals And Magazine Of Natural History, ser. 1, vol. 2, p. 30-33 (texte intégral).